# Campeonato Europeu de Beisebol de 1960
O Campeonato Europeu de Beisebol de 1960 foi a 6º edição do principal torneio entre seleções nacionais de beisebol da Europa. A campeã foi a Seleção Neerlandesa de Beisebol, que conquistou seu 4º título na história da competição. O torneio foi sediado na Espanha.